# Récit originel
 (janvier 2010).
Si vous disposez d'ouvrages ou d'articles de référence ou si vous connaissez des sites web de qualité traitant du thème abordé ici, merci de compléter l'article en donnant les références utiles à sa vérifiabilité et en les liant à la section « Notes et références ».

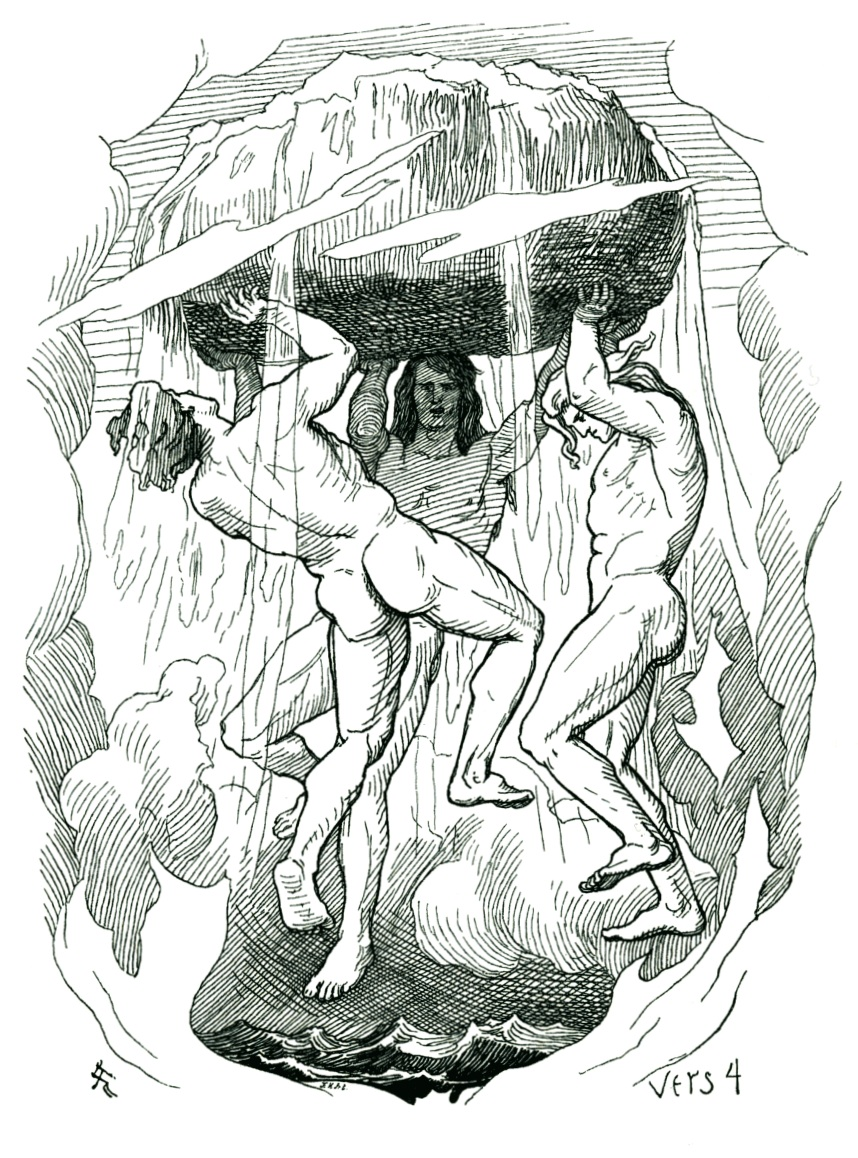
Création du monde par Odin et ses frères
de Lorenz Frølich.

Des récits originels sont des explications, scientifiques ou mythologiques (mythe des origines), des débuts d'un peuple (mythes fondateurs), de l'humanité, de la Terre, de la vie et de l'univers (cosmogonie). Ces explications ou croyances peuvent dériver d'investigations scientifiques, de spéculations métaphysiques ou de croyances religieuses. Comme pour tout type de croyances, les opinions concernant la validité des différents récits origine dépendent du point de vue et peuvent grandement varier.

## Récits originels et mythes de la création
Les récits originels englobent les mythes de la création, des histoires mytho-religieuses rapportant les débuts de l'univers comme un acte de création délibéré par un être suprême. Cependant, les récits originels incluent également des postulats non-religieux, basés sur des théories scientifiques ou philosophiques contemporaines telles que le Big Bang, l'origine de la vie, la panspermie et la théorie de l'évolution.
L'appellation de mythe de la création peut paraître offensante lorsqu'il est question de théories qui sont encore communément acceptées de nos jours ; le terme mythe pouvant suggérer qu'il s'agit d'idées de l'ordre de la fiction. Cependant, ces croyances ou histoires ne donnent pas nécessairement un compte-rendu d'événements réels, mais expriment plus souvent ce qui est perçu comme des vérités à un niveau symbolique, d'où l'utilisation de ce terme. Daniel Quinn, l'auteur d'Ishmaël, note par ailleurs que les mythes de la création ne sont pas forcément de nature religieuse et qu'il en existe des formes profanes dans les cultures modernes.
Beaucoup de récits sur la création partagent une thématique fortement similaire. Parmi les motifs communs, le fractionnement des constituants du monde à partir d'un chaos primordial, la séparation de dieux père et mère ainsi que la terre émergeant d'un océan infini et intemporel sont récurrents.
Certains groupes religieux affirment que leur version du récit de la création devrait être considérée en parallèle, se confondre, voire remplacer les théories scientifiques sur le développement de la vie et du cosmos, ces théories étant, elles aussi, des croyances basées sur l'interprétation de faits. Cette assertion a déclenché de houleuses controverses, telles que la controverse création versus évolution.

## Observations scientifiques
En utilisant des observations vérifiables, la science peut mesurer certains effets d'événements passés liés à l'évolution de l'univers (par exemple à partir du fond diffus cosmologique, communément considéré comme étant l'écho du Big Bang) et interpréter ces observations dans un cadre scientifique. En extrapolant au passé l'état des faits actuellement observés, les scientifiques tentent d'en construire une image exacte. Les adhérents stricts au naturalisme philosophique prétendent qu'il est impossible d'en savoir plus. Cette opinion ne fait cependant pas l'unanimité et certains scientifiques encouragent d'autres voies d'accès à la connaissance, pas toujours caractérisées comme scientifiques.
Dans les théories scientifiques acceptées par la majorité de la communauté, l'univers et la vie sont décrits comme se développant par des processus exclusivement naturels.

### Les grandes tendances scientifiques

Rendu graphique de l'expansion de l'univers due au Big Bang avec la singularité paradoxale à l'origine du temps.

Le Big Bang est la théorie cosmologique actuellement dominante sur les premiers stades du développement de l'univers, et son évolution à l'état actuel. Cette théorie est supportée par un ensemble de faits observés.
Il situe l'origine de l'Univers à environ 13,7 +/-0,5 milliards d'années plus tôt. Cette datation scientifique communément acceptée contredit beaucoup d'hypothèses cosmogoniques religieuses, par exemple le créationnisme qui, s'appuyant sur la Bible, estime la création de l'univers à quelques milliers d'années seulement.
Les préconditions au Big Bang font actuellement l'objet de théories en développement (p.e. la théorie de l'inflation cosmique) et d'expérimentations, comme celle du Large Hadron Collider en 2008.
La nébuleuse solaire qui s'est formée par coalition de gaz et poussières il y a environ 4,6 milliards d'années, est considéré comme le meilleur modèle disponible de formation d'un système planétaire pour expliquer l'origine du système solaire. Le système Terre-Lune s'est formé à partir de cela, et il existe des arguments factuels pour penser que les deux corps furent formés lors d'une collision entre la proto-Terre et un corps de la taille de Mars.
La synthèse évolutionnaire moderne est la théorie biologique dominante sur l'origine de la vie humaine sur Terre. Cette théorie combine celle de Charles Darwin sur l'évolution des espèces par sélection naturelle avec la théorie de Gregor Mendel sur la génétique comme base de l'héritage biologique.
L'origine de la vie elle-même sur la Terre est plus contestée. Les conjectures et hypothèses scientifiques attenantes à ce sujet sont discutées dans l'origine de la vie.
Aucune des théories scientifiques susmentionnées ne part d'une hypothèse ex nihilo, c’est-à-dire qu'elles présupposent un état antérieur et « ne partent pas de rien » . Elles ne proposent aucun mécanisme pour l'origine ex nihilo de l'énergie ou de la matière. Elles sont de ce point de vue différentes non seulement des croyances abrahamiques, selon lesquelles le monde, la Terre et la vie proviendraient d'un acte créateur inimitable de Dieu, mais aussi de spéculations scientifiques proposant une première cause, sinon divine, d'un autre type.
Pour se faire une idée plus claire des concepts scientifiques modernes sur « la matière à partir du vide » ou « quelque chose à partir de rien », voir particule virtuelle et énergie du vide.

## Croyances issues du naturalisme philosophique
- L'Atomisme est une ancienne philosophie grecque, professée par Démocrite, Épicure et Lucrèce. Les évènements dans l'univers ne sont pas la conséquence de l'acte d'un Créateur, mais plutôt le résultat de particules invisibles insécables (a-tomos) se déplaçant de manière erratique. Cette philosophie fut reformulée pour devenir le déterminisme à l'ère des Lumières et a toujours la faveur de certains scientifiques, bien que le caractère d'interactions déterministes dans une nature où joue la mécanique quantique est une question qui ne peut manquer d'intriguer.
- Le Principe anthropique (du grec anthropos, homme), et ses "dérivés" (principes anthropique "faible", "fort", "participationnel", "final") sont le contrepied du principe copernicien de médiocrité (un système peut se développer en tout point, sans observateur privilégié). Formulé pour la première fois par Schopenhauer, il énonce que si l'homme observe l'univers tel qu'il le connaît, c'est avant toute autre chose parce qu'il s'y trouve lui-même. Bien que métaphysique, ce principe est utilisé par certains scientifiques pour déterminer certaines lois physiques ayant nécessairement résulté en l'existence de l'homme. De plus, si le principe originellement formulé est un truisme empirique, le principe anthropique fort peut faire face à la falsification.
- Le déisme est une croyance popularisée par Voltaire (le "Grand Architecte", le "Grand Horloger"), d'usage courant parmi les scientifiques et philosophes d'après les Lumières (Newton, Leibniz, Jefferson, e.a). Elle conserve formellement l'idée d'un Créateur, mais permettant à la création de ne fonctionner que par des lois naturelles établies lors de la création (le panthéisme de Spinoza, qui influencera Einstein, est donc également une forme de déisme). Selon cette formulation, toute interaction est soumise à un déterminisme absolu.
  - L'interprétation des Many worlds de la mécanique quantique, introduite par Hugh Everett, conceptuellement proche des Univers parallèles (en fiction), est une tentative de résoudre des questions de causalité et déterminisme dans le cadre des interactions probabilistes. Cette interprétation spécule que l'univers que nous habitons est l'un des nombreux univers possibles qui existent en simultanéité, mais mutuellement indépendants ; chaque univers bifurque avec chaque "observation" quantique (ces univers ne sont cependant pas parallèles à proprement parler, puisqu'ils partagent un point commun dans le passé).

## La créationex nihilo
La création ex nihilo (Latin : à partir du néant) semble peu probable de par l'expérience quotidienne, et viole le principe de conservation d'énergie et de matière (« Rien ne se perd, rien ne se crée, tout se transforme »).
Cependant, la mécanique quantique permet d'envisager la création spontanée d'énergie à partir du vide, tant que le principe d'incertitude n'est pas contredit (habituellement, par annihilation spontanée des particules créées, cf. le décalage de Lamb). Ceci pourrait être un moyen par lequel la création ex nihilo se réalise, mais on ne peut actuellement expliquer cette forme de création, ni même prouver qu'elle est nécessaire. Julian Barbour suggère que la réalité termine simplement au point alpha, ce qui devrait être accepté comme un fait, de la même façon que l'Angleterre aboutit à la mer à Land's End, sans que cela requière une explication.
Le créationnisme est souvent un argument théiste pour expliquer la création du monde par Dieu ; selon certains créationnistes, la vie fut également créée dans son état présent de variété, les organismes étant parfaitement différenciés dès le début. Bien qu'il existe de nombreuses tentatives pour faire cadrer ces idées avec des preuves acquises, et les théories couramment acceptées, leur utilité explicative, pouvoir de prédiction, et sérieux scientifique sont questionnés par les critiques du créationnisme. Beaucoup de scientifiques, théistes ou non, travaillant dans les domaines concernés ne considèrent pas les notions de pouvoir ou volonté divine comme jouant un rôle scientifiquement véritable dans la cosmologie ou la biologie.
En ce qui concerne l'apparition de la vie, l'attitude scientifique prévalente est de dire que la vie a débuté sur Terre, bien que d'aucuns puissent imaginer que les composés organiques présents dans les comètes aient pu être une importante source de matériel pour l'apparition de la vie. L'expérience de Miller-Urey a montré que des acides aminés pouvaient se former à partir d'un environnement primitif correspondant à celui de la Terre avant l'apparition des organismes producteurs de dioxygène. Néanmoins, bien que les travaux scientifiques sur la genèse artificielle de ces acides aminés progressent, aucun consensus quant à l'origine de la vie n'a encore été atteint.

## Croyances religieuses et apparentées
Plusieurs religions ont leur récit originel, cosmogonique ou non. Selon certaines, l'Univers doit son existence et sa forme présente à un acte de création par un être suprême ou le Dieu créateur, tandis que selon d'autres, un ou des dieux façonnent le monde et/ou la vie à partir d'un matériel préexistant (par exemple, le chaos ou le prakriti).

### Étapes classiques de création du monde
La majorité des récits ont ceci en commun qu'ils ne présupposent pas l'existence d'un Univers incréé, immuable et éternel, mais suggèrent des étapes et des devenirs possibles du monde :
- apparition de l'Univers à partir du néant (ex nihilo), du chaos ou de l'inconnu ;
- naissance du temps et de l'espace, de la lumière et de la matière. À partir du chaos primordial inerte, les éléments, eau, terre, feu et air (en Occident ; dans d'autres cultures, les éléments fondamentaux sont organisés différemment) s'animent ;
- apparition de la vie à partir de la rencontre et du mélange de ces éléments ;
- apparition de l'homme ;
- possibilité de création d'un nouvel univers après un cataclysme mondial.

Certains récits partent du principe que la naissance et la mort de l'Univers est une création continue. L'univers apparaît, vit, disparaît puis laisse place à un nouvel univers et ceci à l'infini. Chaque création d'univers correspondrait à une sorte de réincarnation de Dieu. Le corps physique de Dieu serait l'univers tout entier. À chacune de ses réincarnations, il s'améliorerait et pourrait donc créer à chaque fois un univers meilleur que le précédent.
Aux mythes cosmogoniques répondent les mythes eschatologiques, qui décrivent la fin du monde.

### Thèmes communs
De nombreux thèmes sont communs à ces récits, quelle que soit leur origine
- L'entité créatrice
  - Dans la majorité des cosmogonies traditionnelles, les créateurs sont un ou des dieux anthropomorphes qui génèrent l'Univers et l'Homme par la parole, le geste, un membre, des sécrétions, etc. Les religions abrahamiques inversent ce concept : c'est l'homme qui est fait à l'image de Dieu, et encore ne s'agit-il que d'une allégorie (Maïmonide, Guide des Égarés, chap 1.) Dans les sociétés actuelles, les entités ont été remplacées par les lois de la physique et de la chimie, qui tentent de dépasser les anthropomorphismes traditionnels.

- L'œuf (œuf cosmique)

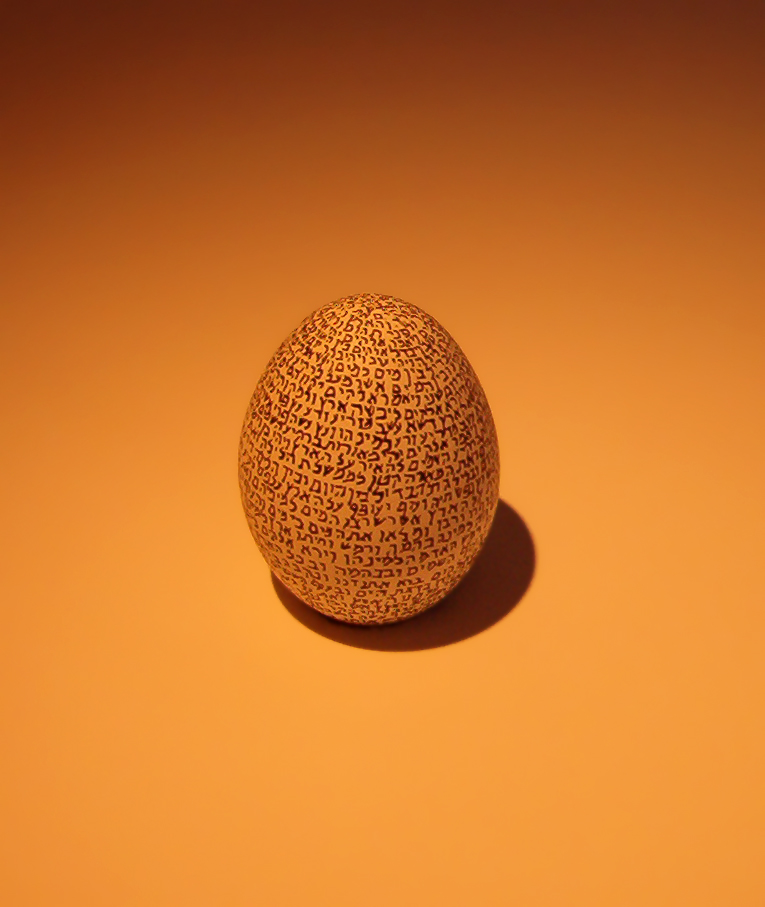
Premier chapitre de la Genèse écrit en hébreu sur un œuf.

  - Il est souvent représenté comme le germe contenant l'univers en puissance. Il symbolise la rénovation périodique de la nature, la possibilité de renaissance du monde. L'éclosion de l'œuf donne naissance à l'Univers (Pan Gu en Chine, Partholon dans la mythologie celtique irlandaise, Puruska en Inde, Nommo chez les Dogons).
  - On peut aussi retrouver la symbolique de l'œuf dans les histoires de déluge, où les hommes étaient enfermés dans une embarcation, comme le poussin dans son œuf.
- Le chaos primordial
  - La naissance d'un monde harmonieux est souvent la résultante de conflits entre forces antagonistes, l'ordre et le désordre. Cependant, dans la Théogonie d'Hésiode, le chaos originel n'est pas un ensemble en conflit avec l'ordre, mais plutôt une entité renfermant l'ensemble des éléments à venir, mélangés. Quant au tohu-bohu biblique, il décrit un état "stupéfiant" et "désolant", impossible à appeler autrement (Rachi sur Ber. 1:2)
- L'eau
  - Symbole de pureté, l'eau est souvent exprimée par le biais du Déluge (qui, dans la Bible, appelle à purifier le monde de l'impiété des hommes).
  - Le monde sort souvent d'eaux primordiales (comme c'est le cas de la vie, les végétaux, arthropodes, mollusques, amphibiens colonisent la terre ferme en sortant des eaux)
  - Le déluge se retrouve dans de nombreux récits originels. Il rappelle à l'homme sa faiblesse face aux puissances célestes, et permet le renouvellement du monde grâce aux meilleurs des humains (le roi Manu, sauvé par Vishnu et transformé en poisson, Noé et son arche, Deucalion et Pyrrha sauvés par Prométhée).

### Croyances abrahamiques
Les traditions scolastiques du judaïsme, du christianisme, et de l'islam adhèrent à la création ex nihilo, et ce dès le premier verset de la Bible :
Au commencement, Dieu créa les cieux et la terre"
Le verset 2 Macchabées 7:28 ("Je te conjure, mon fils, de regarder le ciel et la terre, et toutes les choses qu'ils contiennent, et de comprendre que Dieu les a faites de rien, ainsi que la race des hommes") semble indiquer que cette croyance cosmogonique était courante chez les Juifs. Une croyance similaire  transparaît dans le Livre des Hébreux : "Par la foi, nous comprenons que les mondes furent construits par le verbe de Dieu, de sorte que les choses que nous voyons ne furent pas faites à partir de choses qui apparaissent. De même, dans le Coran, "Il dit [d'une chose] Sois !, et elle est".

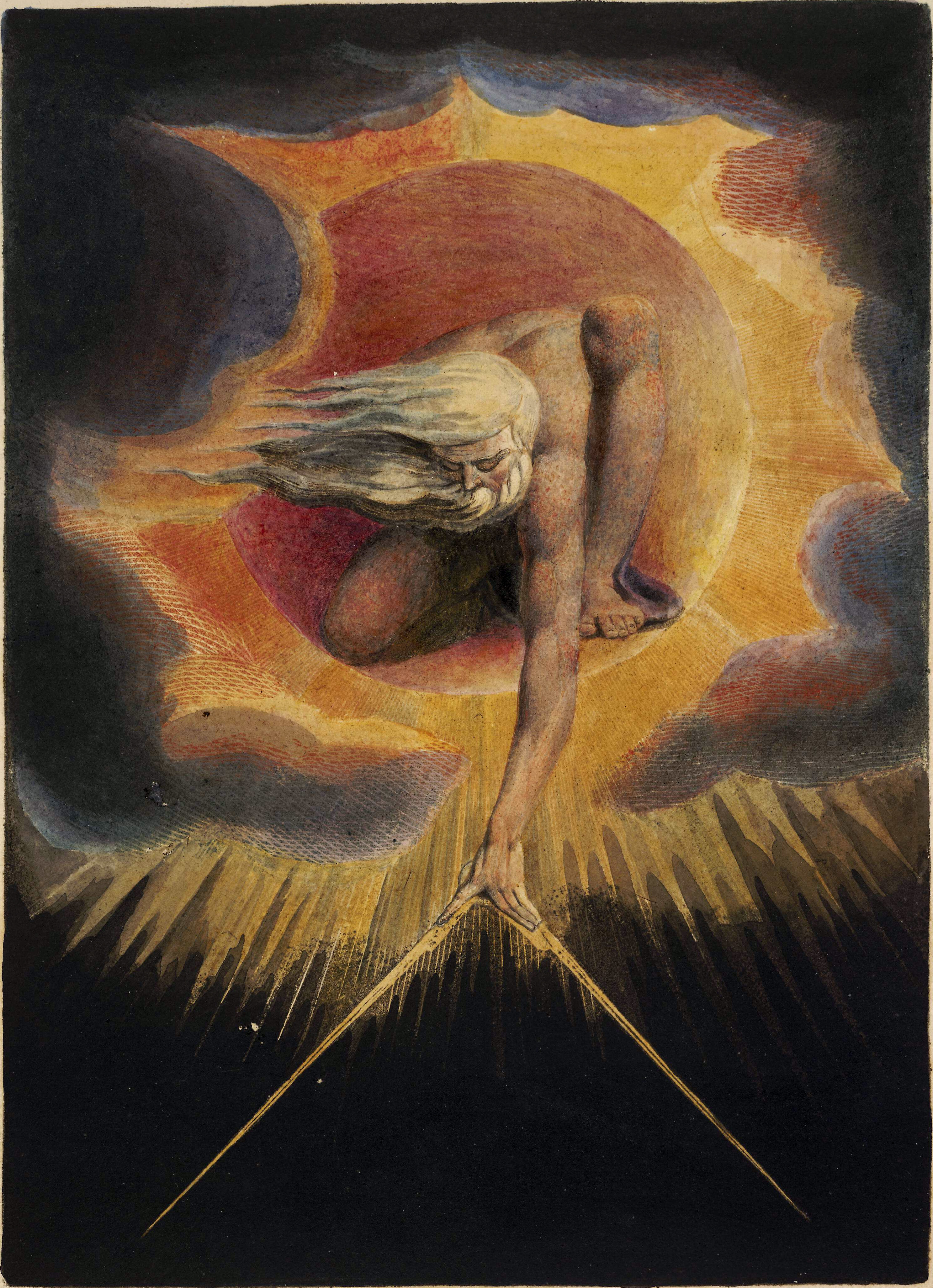
L'ancien des jours de William Blake.

Les maîtres de ces traditions, dont Augustin d'Hippone ou Moshe ben Nahman, affirment également que Dieu est en dehors du temps, et que le temps n'existe que dans le cadre de l'univers créé.
Toutefois, ces traditions connaissent également les idées de création à partir de matériaux préexistants, idée qui ne peut qu'être discutée à l'arrivée des philosophes hellènes, qui développent entre autres l'idée de la hylè (en grec, la matière). C'est probablement en réaction aux philosophes classiques que la croyance en une création ex nihilo s'impose dans la tradition du judaïsme et du christianisme naissant, vers le second siècle EC.
Un philosophe dit à Rabban Gamliel : ton Dieu fut un grand artisan, mais Il S'était trouvé de bons matériaux pour L'assister: Tohu va-Bohu, ténèbres, vent et eaux, et l'abîme primordiale.
R. Gamliel lui dit : Que le souffle s'échappe de cet homme ! Pour chaque matériel, il y a une référence qu'il a été créé. Tohu va-Bohu : "Je fais la paix et crée le mal" ; la ténèbre : "Je façonne la lumière et crée la ténèbre" ; les eaux : "Louez-le, cieux des cieux, et vous les eaux" -- et pourquoi ? -- "Car Il a commandé et ils furent créés" ; le vent : "Car, Lui qui firme les montagnes et crée le vent" ; l'abîme primordiale : "Lorsqu'il n'y avait pas d'abîme, je fus emmenée". Bereshit Rabba 1: 9
Se fondant sur cette tradition, des érudits modernes trouvent que ces versets, et les autres habituellement cités, peuvent encore être sujets à des interprétations contradictoires, alimentant tantôt la thèse de la création à partir du néant, tantôt celle de la création à partir d'un préexistant, de sorte que la création ex nihilo pourrait n'être pas soutenue par les anciens textes, Bible incluse. Ils relèvent par ailleurs des similarités entre le récit biblique de la création et d'autres récits cosmogoniques où un ou plusieurs dieux créent le monde à partir d'un préexistant. 
Des érudits traduisent le second verset de la Genèse : "Et la terre était sans forme et vide" ou encore "principe de matière et principe de forme", en clair un préexistant, ou un intermédiaire informe à partir duquel Dieu crée le monde. Cette vue ne fut pas seulement celle de biblistes critiques, mais aussi celle de grands rabbins.
Joseph Campbell, un spécialiste en mythologie réfutant toute véracité à la Bible, a abondamment écrit sur le sujet et considère les "mythes" de la création comme des moyens pour exprimer la prise de conscience naissante au mysterium tremendum et fascinans de cet univers tel qu'il est. Dans son livre The Masks of God: Creative Mythology, il explique que la relation mythique de la création permettrait de rendre une image interprétative totale de la création connaissable à la culture contemporaine. En renouvelant l'acte de l'expérience de la création, l'existence de l'aventure est renouvelé, "brisant et réintégrant en même temps ce qui a déjà été fixé et est connu, dans le feu créatif sacrificiel de la chose en devenir, qui n'est pas autre chose que la vie, non comme elle sera, non comme elle devrait être, fut ou ne sera jamais, mais comme elle est, en profondeur, en processus, ici et maintenant, interne et externe."
À l'inverse, le Rabbin Samson Raphaël Hirsch estime la création ex nihilo non seulement comme un fondement de la foi, dont découle la croyance en un Dieu Un, au-delà du temps et de l'espace, mais aussi comme la condition sine qua non pour qu'Il Soit omnipotent, possède le libre arbitre, et en ait fait don à l'humanité (commentaire sur Gen 1:1, in Elie Munk, La Voix de la Thora, Fondation S. et O. Levy, éd. 1988). En clair, éthique et universel dérivent de la même source, raison pour laquelle YHWH est Elohim, l'amour du Créateur commence par celui de Ses créatures, etc.

## Limites à l'ontologie de la création
Bien que plusieurs scénarios soient proposés par la religion et la science pour identifier la cause première et l'origine de la création (ontologie), certaines limites fondamentales empêchent l'humanité d'acquérir la connaissance définitive en la matière.
La philosophie post-moderne, précédée en ce sens par la philosophie d'Emmanuel Kant, soutient que rien ne peut être su avec certitude — parce que l'on voit l'univers à travers la lentille de l'esprit, lequel est lui-même formé par le temps, l'espace, et les choses qui s'y rapportent, la chose en soi est insachable (les noumènes - objets réels, qui se tiennent derrière les phénomènes - les objets que nous reconnaissons subjectivement). Si cette assertion est vraie, il est au-delà de l'esprit humain de percevoir une condition sans temps ou espace.
Beaucoup d'autres philosophes, dont le plus récent est Karl Popper ont tous démontré qu'il y a une précieuse petite certitude fondamentale [laquelle? Ou est-ce là un calque de l'anglais "precious little", signifiant « bien peu (de certitudes) »? ], qui permet de donner un point de départ pour pouvoir déterminer comment la cause première a conduit à la création. La physique moderne est une science empirique basée sur l'expérimentation et l'observation qui caractérise comment les choses se produisent à l'aide de théories scientifiques et de lois physiques, mais ne cherche pas à répondre à la question du pourquoi, c'est-à-dire de la cause ontologique de ces choses. Par exemple, l'existence du Big Bang n'est pas prédiquée sur base d'une raison de son occurrence, mais sur une série de constatations tendant à suggérer son existence. De plus, la physique moderne tend au Temps de Planck/longueur de Planck, où tant la mécanique quantique que la gravité doivent être combinées afin de caractériser les interactions qui se produisent.
Il n'existe pas de modèle en tant que tel testé à ce niveau, ce qui empêche toute spéculation théorique sur la nature de l'univers en deçà de ce point.
La « cause première », à partir de laquelle l'univers fut appelé à exister, peut en revanche être philosophiquement démontrée; c'est d'ailleurs l'un des points où le dialogue entre Religion et philosophie a été le plus fructueux.

## Le récit originel selon divers systèmes de croyance
Certains récits originels font partie d'un système de croyances clairement identifié, et c'est sous ce nom qu'elles apparaissent ci-dessous. D'autres semblent s'appliquer plutôt à un cadre temporel ou spatial donné, et font partie d'une culture locale dans ce cadre.

### Aborigènes d'Australie
Les Aborigènes d'Australie ayant une mythologie assez diversifiée, il existe de nombreux récits originels, aucun ne faisant autorité.
Selon certaines traditions, la terre fut créée par l'un des dieux du Temps du rêve (en anglais Dreamtime ou Dreaming), en langue locale Tjukurpa. À cette époque mythique, les ancêtres surnaturels, comme le Serpent Arc-en-ciel ou les Hommes Éclairs, créèrent le monde par leurs déplacements et leurs actions. Tjukurpa fournit une explication du monde, définit le sens de la vie, ce qui est bien ou mal, ce qui est naturel ou ce qui est vrai. Ces définitions règlent tous les aspects de la vie des Anangu, peuple de l'Australie Centrale.
Tjukurpa interprète chaque site et chaque élément du paysage en termes symboliques, il mêle le passé (c'est-à-dire l'histoire de sa création) avec le présent et sa signification. Beaucoup de ces informations sont secrètes et ne doivent pas être révélées aux non-aborigènes, les Piranypa.
Uluru (Ayers Rock) a été créé pendant la Tjukurpa. Ce monolithe de 3 600 m de long et de 348 m de haut proviendrait du jeu de deux enfants mythiques dans la boue un jour de pluie. Tout autour de ce rocher, de nombreux sites sont sacrés et porteurs de mémoire et de légendes.
Dans cette cosmogonie, la pensée a créé toute matière. La terre, les hommes, les animaux et les plantes ne sont que des parties d'un même tout. Les hommes ne peuvent donc pas posséder de terres ni d'animaux, ce qui ne pouvait qu'entraîner des conflits avec les colonisateurs qui, eux, fondaient leur société sur la propriété privée délimitée, l'élevage, ...
D'autres traditions enseignent que des créatures particulières furent créées par des dieux particuliers ou des esprits ancestraux.

### Religions abrahamiques

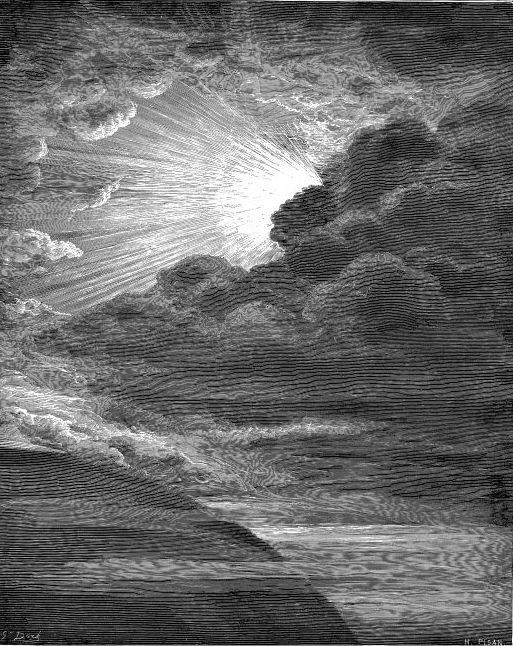
Création de la Lumière, par Gustave Doré. Cette gravure, qui se veut représentation littéraliste de Genèse 1:3 (« Et la lumière fut »), contredit en réalité les Écritures, car la lumière précéda de trois jours le Soleil.

Voir les articles Création (théologie), création selon la Genèse, et créationnisme
Les religions abrahamiques comportent le judaïsme, le christianisme et l'islam, le mouvement baha'i et le mouvement rastafari qui s'en inspirent.

#### Dieu, Créateur incréé
Dieu, un et unique, cause première du monde, est incréé, préexistant éternellement à tout ordre :
- Selon le Livre de la Genèse, partagé par le judaïsme et le christianisme, ceci est déduit de Genèse 1:1 (Bereshit bara Elohim ett hashamaïm ve ett haaretz Au commencement, Dieu créa les cieux et la terre. Le récit poursuit en narrant cette œuvre créatrice, depuis le chaos aux luminaires célestes, aux êtres aquatiques et volatiles, aux animaux et à l'humanité (Adam désigne initialement l'homme et la femme, cf. Gen 1:26).
  - Les mormons, fidèles de l'Église de Jésus-Christ des saints des derniers jours croient que la réalité physique (l'espace, la matière et/ou l'énergie) est éternelle, n'ayant pas d'origine absolue, que le créateur est un architecte et organisateur de la matière prémortelle et de l'énergie, ayant construit l'univers actuel à partir du matériel brut (démiurge).
- Selon le Coran, le livre saint de l'Islam :

(13:16) … Dis: Allah est le Créateur de toutes choses, et Il est l'Un, le Suprême
(57:3) … Il Est le Premier et le Dernier, le Manifeste et le Caché, et Il est Celui qui sait toute chose
(112:1-2) … Dis: Lui, Allah, est Un. Allah est Celui sur Qui tout repose
Toute la création est donc attribuée à Allah (le nom propre de Dieu en arabe).

#### De la cause première
- Dans le judaïsme, du récit même de la Création découlait sans aucun doute la primauté de Dieu. Celle-ci dut cependant être justifiée lors de la confrontation avec la philosophie hellénique, particulièrement lorsque certains, dénommés apikorsim par la tradition, rejetteront les fondements de la Torah pour adhérer à ceux de l'éternité du monde. Le problème sera abondamment discuté par le rabbin et philosophe Moïse Maïmonide, ainsi que ses successeurs. Un concept crucial du judaïsme, particulièrement développé dans la kabbale lourianique est celui du Tzimtzoum, la « contraction » ou « rétraction » de Dieu afin de « laisser la place à l'espace et au temps ».
- Les références à Dieu dans le Nouveau Testament varient, mais elles démontrent toutes une incorporation de la cause première. Cependant, la conception chrétienne de Dieu, la doctrine trinitaire (à laquelle n'adhèrent pas tous les chrétiens), est plus complexe, ainsi que l'illustrent divers exemples:

Révélation 1:8 - Je suis l'Alpha et l'Oméga, le commencement et la fin... de ce qui est, ce qui fut, ce qui sera, Dieu Tout-puissant.

Représentation calligraphique du Nom d'Allah, créateur dans l'Islam.

Jean 1:1-4 - Au commencement était le Verbe, et le Verbe était avec Dieu, et le Verbe était Dieu. Le même fut au commencement avec Dieu. Toute chose fut faite par Lui ; et au sans Lui, rien n'aurait été fait de ce qui fut fait. En lui était la vie ; et la vie était la lumière des hommes.
- Dans l'Islam, Allah est clairement identifié comme la « cause première », en de nombreuses occurrences dans le Coran.

#### Création de l'humanité
Selon le premier récit de la Genèse (Gn 1,26), Dieu crée « l'homme à son image » au sixième jour de la Création, le rédacteur précisant « l'homme et la femme ». Selon le second récit (Gn 2, 7-25), l'homme est formé avec de la terre du sol et l'âme de vie est insufflée par Dieu dans ses narines ; la femme est formée à partir d'un côté/d'une côte de l'homme. Ils sont nommés Adam et Ève dans le troisième chapitre. 
 Selon le Coran (sourate 23:12-13) :
Nous avons certes créé l'homme d'un extrait d'argile, puis Nous en fîmes une goutte de sperme dans un reposoir solide. 
 Ensuite, Nous avons fait du sperme une adhérence ; et de l'adhérence Nous avons créé un embryon ; puis, de cet embryon Nous avons créé des os et Nous avons revêtu les os de chair. Ensuite, Nous l'avons transformé en une tout autre création. Gloire à Dieu le Meilleur des créateurs !

### Aïnous
La cosmogonie du peuple Aïnous de Hokkaido comprend six cieux et six enfers où vivaient dieux, démons et animaux. Les démons vivaient dans les cieux inférieurs, les dieux mineurs parmi les étoiles et les nuages, et au plus haut des cieux vivaient Kamui, le dieu créateur et ses serviteurs. Son monde était entouré d'un grand mur de métal, dont la seule entrée était un grand portail de fer.
Kamui fit ce monde comme un vaste océan rond reposant sur la colonne vertébrale d'une énorme truite. Ce poisson suce dans l'océan, et le recrache pour former les vagues ; lorsqu'il bouge, il provoque des tremblements de terre.
Kamui regarda un jour ce monde aquatique, et décida d'en faire quelque chose. Il envoya une bergeronnette pour y travailler. En battant des ailes au-dessus des eaux, en piétinant le sable de ses pattes, et en le battant de sa queue, la bergeronnette créa des parcelles de terre sèche. C'est de la sorte que les îles émergèrent pour flotter au-dessus de l'océan.
Lorsque les animaux qui vivaient dans les cieux virent comme ce monde était beau, ils prièrent Kamui de les laisser s'y établir et y vivre, ce que Kamui fit, mais il fit aussi de nombreuses créatures spécialement pour ce monde. Le premier peuple, les Aïnous, avait un corps de terre, des cheveux d'herbe et des colonnes vertébrales faites de bouts de saule. Kamui envoya Aioina, l'homme divin depuis les cieux pour enseigner aux Aïnous comment chasser et comment cuisiner.

### Apache
Selon les récits originel apaches, au commencement, rien n'existait, l'obscurité était omniprésente. De l'obscurité émergea un fin disque, jaune d'un côté, blanc de l'autre, suspendu dans l'air. Dans le disque était assis un petit homme barbu, le Créateur, Celui qui vit au-dessus. Lorsqu'il regarda dans l'obscurité infinie, la lumière apparut au-dessus. Il regarda en bas, et l'obscurité devint un océan de lumière. À l'est, il créa les bandes jaunes de l'aube. À l'ouest, des teintes multicolores apparurent. Il créa également trois autres dieux : une petite fille, un dieu-soleil et un petit garçon. Il créa alors les phénomènes célestes, les vents, la tarentule, et la terre à partir de la sueur des quatre dieux mélangée dans les paumes du Créateur, en une petite boule brune ronde, pas beaucoup plus grande qu'un haricot. Le monde fut étendu à sa taille actuelle par les dieux, qui battirent la boule du pied jusqu'à ce qu'elle s'étende. Le Créateur dit au Vent d'entrer dans la boule et de la gonfler. La tarentule, qui jouait le rôle du trickster, sécréta un cordon noir et, l'attachant à la boule, rampa rapidement vers l'est, tirant la corde de toutes ses forces. Elle répéta la manœuvre avec une corde bleue vers le sud, une corde jaune vers l'ouest, et une corde blanche vers le nord. Grâce à ces puissantes tractions dans toutes les directions, la boule brune s'étendit à des proportions incommensurables — elle devint la Terre. Il n'y avait ni collines, ni montagnes, ni rivières visibles; seules de petites plaines brunes, lisses, sans arbre apparurent. Alors, le Créateur créa le reste des êtres et les caractéristiques de la Terre.

### Babylonien
Le récit de la création babylonien est décrit dans le Enûma Elish, qui existait en diverses versions et copies, la plus ancienne datant d'au moins 1700 AEC.
Dans ce poème, le dieu Marduk s'arme de flèches de vent et défie le monstre Tiamat, qui menace de détruire le monde qu'elle a créé. Marduk la détruit, la coupe en deux moitiés qui deviennent la terre et le ciel. Plus tard, il détruit l'époux de Tiamat Kingu, et utilise son sang pour créer l'humanité. (Référence: A. Leo Oppenheim, Ancient Mesopotamia.)

### Bakuba
Chez les Bakuba, peuple bantou de la république démocratique du Congo, le récit du démiurge est le suivant : originellement, la Terre n'était qu'eaux et ténèbres. Mbombo, le géant blanc régnait sur le chaos. Un jour, il ressentit une violente douleur à l'estomac, et vomit le soleil, la lune et les étoiles. Le soleil brilla fortement et les eaux s'évaporèrent en nuage. Les collines sèches apparurent graduellement. Mbombo vomit encore. Cette fois, les arbres sortirent de son estomac, ainsi que les animaux et les peuples, et bien d'autres choses : la première femme, le léopard, l'aigle, l'enclume, le singe Fumu, le premier homme, le firmament, la médecine, et la lumière. Nchienge, la femme des eaux, vivait à l'est. Elle eut un fils, Woto, et une fille, Labama. Woto fut le premier roi des Bakuba.

### Bouddhisme
Le bouddhisme ignore généralement les questions originelles, en particulier de la vie. 
Le Bouddha disait à ce sujet que "conjecturer à propos [de l'origine, etc.] du monde est un inconjecturable sur lesquels il n'y a pas à conjecturer, qui apporterait folie et vexation à quiconque conjecturerait à ce propos.", et à propos de l'ignorance de ces questions, il a dit "Et pourquoi sont-ils indéclarés par moi? Parce qu'ils ne sont pas liés au but, ne sont pas fondamentaux pour une vie sainte. Ils ne mènent pas au désenchantement, à l'absence de passion, la cessation, le calme, la connaissance directe, l'éveil à soi, la Libération. Voilà pourquoi ils sont indéclarés par moi".
Le Bouddha a aussi comparé la question de l'origine de la vie - ainsi que beaucoup d'autres questions métaphysiques - à la parabole de la flèche empoisonnée: un homme est atteint par une flèche empoisonnée, mais avant que le docteur ne l'extraie, il voudrait savoir qui l'a tirée (à propos de l'existence de Dieu), d'où la flèche venait (d'où l'univers et Dieu viennent), pourquoi la personne l'a tirée (pourquoi Dieu a créé l'univers), etc. Si l'homme continue à poser ces questions avant que la flèche ne soit extraite, il mourra avant d'avoir les réponses. 
Le bouddhisme est donc moins concerné par la réponse aux questions originelles, et bien plus par le but de se sauver, ainsi que les autres de la souffrance, ou par l'atteinte de l'illumination, ou Nirvana.

### Cherokee
Au commencement, il n'y avait que de l'eau. Tous les animaux vivaient au-dessus d'elle, et le ciel était en conséquence surpeuplé. Tous étaient curieux de ce qui se trouvait sous l'eau, jusqu'au jour où Dayuni'si, le coléoptère d'eau, se porta volontaire pour l'explorer. Il explora la surface mais ne put trouver de terre ferme. Il explora sous la surface et n'y trouva que de la boue qu'il ramena à la surface. La boue collectée grandit et s'étendit, jusqu'à devenir la Terre comme nous la connaissons.
Après que tout ceci fut arrivé, l'un des animaux attacha cette nouvelle terre au ciel par quatre fils. La terre était toujours trop humide, c'est pourquoi ils envoyèrent le grand busard depuis Galun'lati afin de la préparer pour eux. Le busard descendit, et le temps qu'il arrive sur les terres cherokees, il était si fatigué que ses ailes avaient commencé à frapper le sol. Chaque fois qu'une aile touchait le sol, une vallée se creusait ou une montagne se formait.
Les animaux estimant que ce monde était trop noir, décidèrent de créer le soleil, et le placèrent sur le chemin qu'il emprunte encore aujourd'hui.

### Chinois
Il y a cinq points de vue majoritaires de la création en Chine :

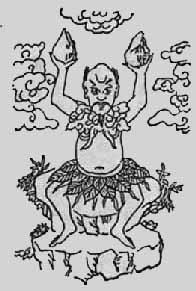
Pangu, le premier être.

- Le premier et le plus marquant d'un point de vue historique, est qu'aucun mythe n'existe. Cela ne signifie pas que rien n'existe, mais qu'il n'y a aucune évidence montrant que quelque chose de divin pourrait expliquer l'origine du monde. Cette théorie est à rapprocher de l'agnosticisme ou de l'athéisme européen.
- Le second est indirect. L'idée principale consiste en une séparation des cieux et de la Terre. C'est une croyance ancienne.
- La troisième vue est perpétuée par le taoïsme et la nature de sa philosophie. Il apparaît relativement tardivement en Chine. Il décrit le Tao, force ultime de la création. Avec le Tao, le néant devient existence, l'existence amène le ying et le yang, et le ying et le yang mène à tout.

À cause de la nature ambiguë de ce mythe, les interprétations diffèrent - on pourrait soit la rapprocher de la seconde hypothèse évoquée, soit de son antithèse, c'est-à-dire l'expliquer à la lumière des sciences modernes, sur le sujet de la création de l'univers.
- La quatrième vue relève du mythe de Pangu. Ce fut une explication fournie par les moines taoïstes plusieurs centaines d'années après Laozi ; probablement aux alentours de l'an 200. Dans cette histoire, l'univers commence en tant qu'œuf cosmique. Un dieu nommé Pangu, né à l'intérieur de l'œuf, le casse en deux parts : la moitié supérieure devint le ciel, la moitié inférieure devint la Terre. Puis le dieu devient plus grand, et le ciel et la terre sont éloignés et séparés. Finalement, le dieu meurt et les parties de son corps deviennent différentes parties de la Terre.
- La cinquième vue est constituée d'histoires tribales, qui varient beaucoup et ne sont pas forcément reliées à des systèmes de croyances religieuses.

### Choctaw
Les Choctaw qui sont restés dans le Mississippi possèdent une tradition expliquant leur arrivée sur les terres où ils vivent actuellement et comment Naniah Waiya Mound en vint à être. Chata et Chicksah, deux frères, conduisirent le peuple originel vers un pays loin à l'ouest qui avait cessé de prospérer. Ils voyagèrent longtemps, guidés par un bâton magique. Chaque nuit, lorsque les gens s'arrêtaient pour camper, le bâton était planté en terre, et au matin, le peuple voyageait dans la direction vers laquelle le bâton pointait.
Après avoir voyagé extrêmement longtemps, ils arrivèrent finalement en un endroit où le bâton resta droit. C'est en ce lieu qu'ils placèrent les os de leurs ancêtres, qu'ils avaient portés dans des sacs de buffle depuis leur terre originelle. Le monticule poussa après cette grande inhumation. Après l'enterrement, les frères découvrirent que la terre ne pouvait entretenir tout le peuple. Chicksah prit la moitié du peuple et poussa au nord, pour former la tribu des Chickasaw. Chata et les autres restèrent près du monticule pour devenir les Choctaw.

### Creek
Les Indiens Creek racontent que le monde était originellement tout à fait immergé, à l'exception d'une colline, appelée Nunne Chaha. Sur la colline était une maison où vivait Esaugetuh Emissee ("maître du souffle"). Il créa l'humanité à partir de l'argile de la colline.

### Égypte antique
Alors que la culture de l'Égypte antique peut paraître très homogène de prime abord, il existait, au moins sur les questions religieuses, de grandes variations géographiques. La cosmogonie varie en fonction de la région, et les dieux tutélaires ont souvent les rôles les plus importants.
- L'Ennéade, en vigueur à Héliopolis, fait naître Atoum, l'être achevé, de Noun, l'océan primordial. En se masturbant (pour égayer sa solitude, sic), il met au monde Shou le sec, et de sa respiration ou son crachat naît Tefnout, l'humide. Du couple formé par Shou et Tefnout, naissent la déesse Nout (le ciel) et le dieu Geb (la terre), en état de copulation permanente. Leur père les sépare en levant les bras.
 Leurs enfants sont Ausare (Osiris, la mort), Set (Seth, le désert), Aset (Isis, la vie) et Nebet Het (Nephtys, la terre fertile). Isis et Osiris forment un premier couple symbolisant le renouveau végétal, auquel se rattache la légende d'Osiris, alors que le couple de Seth et Nephtys est stérile.

- Dans l'Ogdoade, Rê éclot d'un œuf ou d'un lotus bleu résultant de l'interaction créatrice entre les forces primordiales de Heh/Hehet (l'éternité), Kekou/Kekout(l'obscurité), Noun/Nounet (l'eau) et Amun/Amunet (l'air). Rê crée alors sa femme Hathor, dont il a un fils Hor (Horus; connu comme Horus l'Ancien), qui se mariera avec Isis. Cette cosmogonie inclut aussi Anupu (Anubis), seigneur des morts, et d'autres.
- Selon le récit memphite, au début des temps, Ptah le démiurge, issu de Noun, l'océan primordial, prit conscience de son existence. Il créa alors le monde et les dieux par la parole, avant de prendre le limon de la terre, créant et modelant l'Homme. Cette cosmogonie n'est pas sans rappeler les récits abrahamiques.
 Aussitôt son œuvre créatrice terminée, Ptah céda la place à son successeur Rê, le soleil. Rê, seigneur d'Héliopolis, parcourt chaque jour son domaine dispensant à l'humanité dons et bienfaits.

Avec le temps, les groupes rivaux se confondirent, Rê sera identifié à Atoum, et symbolisera également khepri (la renaissance). Ceci aura pour conséquence d'attribuer la naissance jusque-là mystérieuse d'Atoum à l'Ogdoade, et le premier couple (Shou et Tefnout) à Rê, entre autres. Anubis devient donc un fils d'Osiris, ainsi que Horus. Le rôle d'Amon grandit, jusqu'à devenir le dieu suprême pour un temps, avant d'être considéré comme une manifestation de Rê. Rê et Horus seront également identifiés l'un à l'autre pour un temps, et lorsque le culte d'Aton aura été rejeté, c'est l'entité Rê-Horus qui sera considérée comme tel, avec la cosmogonie qui en découle. Ultérieurement, comme le culte d'Osiris devient plus populaire, il est identifié à une forme de Ptah. Les dieux seront dans leur ensemble considérés rapidement comme des aspects d'Osiris, Isis, Horus, ou Seth (considéré à présent comme maléfique). Finalement, Horus et Ptah seront considérés comme un autre nom d'Osiris.

### Grèce et Rome antiques
Dans son Timée, Platon décrit un récit originel impliquant une entité appelée le Démiurge, qui eut une importante pérennité dans la philosophie et la pensée populaire, puisqu'il désigne actuellement un Être créateur dans le langage courant.
Selon le mythe pélasge de la Création, Eurynomé émerge du chaos et danse pour en séparer les éléments. En frottant le vent du Nord de ses mains, elle fait apparaitre le grand serpent Ophion qui s'unit à elle. Elle pondit et couva sur les vagues l'Œuf Universel. Ophion s'enroula sept fois autour de l'œuf qui donna naissance à tout ce qui existe : le soleil, la lune, les planètes, les étoiles, la terre, ses montagnes, ses rivières, ses plantes et toutes les créatures vivantes. Puis Eurynomé écrase de son talon la tête d'Ophion, lui brise les dents et l'exile sous la terre. Puis elle confie à un titan et une titanide chaque puissance planétaire. Le premier homme est Pélasgos qui nait du sol d'Arcadie.
Cependant, le récit originel auquel croyaient les Grecs, et plus tard les Romains, est sans doute plus proche du mythe olympien dont s'inspire la Théogonie d'Hésiode : au début était le Chaos, un tout incommensurable au sein duquel les éléments constituant le monde actuel étaient mélangés. Cinq entités s'en séparèrent : Gaïa, la Terre, Éros, le Désir amoureux vu comme force créatrice primordiale, le Tartare, les Mondes inférieurs, Érèbe, les Ténèbres des Enfers, et Nyx, la Nuit. Gaïa engendra Ouranos, le Ciel étoilé, le premier principe fécondateur mâle, le Ciel fécondant la Terre par ses pluies, comparables à une semence. Ouranos fut créé à l'égal de Gaïa, pour la couvrir, ainsi que les collines, et les profondeurs des mers. De leurs étreintes naquirent les Titans et Titanides : Océanos (le Monde-Océan), Céos et Crios, Hypérion (assimilé au Soleil) et Japet, Théia et Rhéa, Thémis (la Loi divine) et Mnémosyne (la Mémoire), Phœbé à la couronne dorée, et l'aimable Téthys. "Après eux naquit Cronos, le sauvage, cadet et plus violent des enfants." Il obtient de Gaïa qu'il castre son père Ouranos, épouse Rhéa qui lui enfante Hestia, Déméter, Héra, Hadès, Poséidon, et Zeus. Ce dernier renverse son père et les autres Titans, après quoi il tire au sort avec les autres dieux pour déterminer leur domaine de règne. À Zeus échoient les cieux, à Poséidon la mer, à Hadès le monde souterrain. La terre est au cœur de tous les enjeux, personne n'en assure la souveraineté totale, ce qui explique la colère de Poséidon lorsque Zeus le force à quitter le champ de bataille (voir l'Iliade).
D'Ouranos et Gaïa naquirent aussi les trois Cyclopes et les Hécatonchires (géants à cent bras).
Gaïa engendra également Pontos "sans douce union d'amour", à partir d'elle-même.
Selon la mythologie orphique, l'eau et des éléments formèrent spontanément la Terre, d'où surgit un Cronos monstrueux, qui créa l'Éther, l'Érèbe et le Chaos, avant d'engendrer un œuf d'où naquit Éros, qui donna à son tour naissance à la Lune et au Soleil puis à la Nuit, avec qui il conçut Ouranos et Gaïa.

### Hasard
Certains philosophes comme Hakim Bey et occultistes comme Peter Carroll pensent que le hasard, chaos ou principe d'incertitude, est le premier mobile selon la science, et devrait donc être traité comme divin.

### Hermétisme
Dans l'hermétisme la question des origines n'est pas abordée de la même manière par tous les hermétistes. Le récit est donné dans le premier livre du Corpus Hermeticum par Noûs à Hermès Trismégiste. Certains n'accordent pas de réelle importance à la valeur symbolique du texte et certains hermétistes ne connaissent même pas le récit.
Au commencement, Dieu, après avoir vu le cosmos, en crée un semblable (notre univers) à partir des constituants du premier (âmes et éléments). Dieu, étant à la fois mâle et femelle, donne naissance à un second Nous, créateur du monde. Ce second Nous créé sept pouvoirs (Mercure, Vénus, Mars, Jupiter, Saturne, le soleil et la lune) qui vont se déplacer en cercles et gouverner la destinée humaine.
Le premier Nous fit tourner les planètes et la matière apparut ainsi que les créatures sans voix. La terre fut alors séparée des eaux et les animaux firent leur apparition à leur tour. Nous créa alors l'homme hermaphrodite à son image et lui restitua sa création. L'homme observa attentivement la création de son frère, le second Nous, et reçut le pouvoir des deux de régner sur toute cette création. L'homme s'éleva alors au-dessus du chemin des planètes pour observer l'entière création et montrer la forme de Dieu à la nature. La Nature l'aima et l'homme voyant une forme similaire à la sienne apparaître dans le reflet des eaux, tomba à son tour amoureux de la Nature et demande à demeurer en elle. L'homme devient un avec la nature et se trouva esclaves de ses limites, comme le sexe ou le sommeil. L'homme perdit alors la parole et devint double, mortel dans son corps et immortel en esprit.

### Hindouisme
Dans l'hindouisme, l'existence de l'univers est le fait de la Trimurti de Brahma (le Créateur), Vishnou (le mainteneur) et Shiva (le destructeur). Les 10 avatars de Vishnou sont généralement acceptés par les Hindous aujourd'hui comme pouvant être rapprochés de la théorie de l'évolution de Darwin, le premier des avatars étant né de l'eau. Les hindous ne voient donc pas de conflits entre la création et l'évolution. Une autre raison à cela est le concept cyclique du temps propre à l'hindouisme comme les Yugas ou les jours de Brahma dans des cycles de 4,3 milliards d'années, différents du temps linéaire des autres religions. De fait, le temps est désigné par « Kalachakra », la roue du temps.
Dans l'hindouisme, la nature et toutes les créations de Dieu sont ses manifestations. Il est au-dedans et au-dehors de sa création, imprégnant la totalité de l'univers tout en l'observant de l'extérieur. Ce qui fait que toutes les créatures sont perçues comme possédant une parcelle divine en elles recouverte par l'ignorance et les illusions de la vie matérielle et profane.
À l'époque védique (avant les divinités du panthéon hindou), l'univers était créé par Hiranyagarbha ou Pradjapati. ce dernier fut par la suite rapproché du Brahma des Puranas. On attribué également à d'autres divinités de l'hindouisme des actes de création, comme le fait de séparer la terre et le ciel. De tels actes sont attribués à Indra et Varuna. Un autre mythe des temps védiques que l'on trouve dans le Purusha Soukta est l'histoire de la création de l'univers à partir des restes de l'homme cosmique originel (Purusha) qui s'est sacrifié dans un Yagya.

### Hopi
Les Anciens disent que les premiers Hopis avaient choisi de vivre dans un désert désolé, de sorte qu'ils devaient toujours prier pour la pluie. De la sorte, ils ne perdraient pas la foi en leurs cérémonies, lesquelles maintiennent le lien avec la Mère Nature et le Créateur. Ils ont dit que les véritables Hopi représentent la "race" rouge au travers de l'autorité dispensée en eux par le Créateur, Maasaw.

### Hmong
(janvier 2010).
Si vous disposez d'ouvrages ou d'articles de référence ou si vous connaissez des sites web de qualité traitant du thème abordé ici, merci de compléter l'article en donnant les références utiles à sa vérifiabilité et en les liant à la section « Notes et références ».
Selon la tradition Hmong, il y a longtemps, les rivières et océans recouvraient la terre. Un frère et une sœur étaient enfermés dans un tonneau en bois jaune. Le Peuple du Ciel se pencha et regarda vers la terre. Tout était mort. Seul un tonneau en bois jaune restait sur l'eau.
Percez des trous dans la terre pour que l'eau s'écoule, dit le Roi au-dessus du Ciel.
Le niveau de l'eau baissa, et le tonneau heurta le sol. Le frère et la sœur en sortirent, et regardèrent aux alentours. Tout était mort.
Où sont les gens ? demanda la sœur.
Mais le frère avait une idée.
Tous les gens sur la terre sont morts. Épouse moi, que nous ayons des enfants.
Je ne peux t'épouser, nous sommes frère et sœur.
Cependant, il lui demanda encore et encore, et elle disait, "Non."
Finalement, le frère dit Portons les pierres sur la colline et faisons les rouler dans la vallée. Si les pierres atterrissent l'une au-dessus de l'autre, tu devras m'épouser.
La sœur roula sa pierre, et dès que le frère roula la sienne, il dévala la colline aussi vite qu'il put et empila les pierres l'une au-dessus de l'autre.
Lorsque la sœur vit les pierres, elle pleura. Enfin, elle dit Je t'épouserai, parce qu'il devait en être ainsi."
Un an plus tard, la femme donna naissance à un bébé mais ce n'était pas un vrai bébé, il n'avait ni bras ni jambes et était rond comme une citrouille. Le mari le coupa et jeta les morceaux au loin. L'un des morceaux tomba sur le jardin, et devint le clan "Vang" ("Vang" ressemble au mot "jardin" en Hmong). Un morceau tomba sur l'étable de la chèvre, d'autres sur les feuilles et l'herbe, formant les autres clans Hmong, les Nhia, Mhoua, Pao, Ho, Xiong, Vue, etc.
Le lendemain, le village était empli de maisons. Chacun vint chez les époux, et dit "Mère et père, venez déjeuner avec nous."
Le mari dit à sa femme, "Je t'avais demandé de m'épouser parce que tous les gens sur la terre étaient morts. Maintenant, ces gens sont notre famille -- nos fils et filles."

### Inca
Le récit inca de la création est connu d'après ce que les prêtres ont enregistré, par l'iconographie des poteries et de l'architecture inca, et par les mythes et légendes qui ont survécu au travers des descendants des incas. D'après ces récits, dans les temps les plus anciens, la Terre n'était que ténèbres. Puis, surgissant d'un lac appelé Collasuyu (actuellement Titicaca), le dieu Con Tiqui Viracocha créa le soleil, et amena plusieurs êtres humains avec lui. Après avoir créé le Soleil, il créa la Lune et les étoiles pour illuminer le monde.
Il est pour les Incas le Sapa Inca, empereur du Tawantin Suyu. Après avoir conçu de grandes montagnes, Con Tiqui modela plus d'êtres humains, ainsi que des femmes qui étaient déjà enceintes. Puis il envoya ces gens dans toutes les régions du monde. Il prit les hommes et les femmes avec lui à Cusco, le "navire du monde".
Con, le créateur, avait la forme d'un homme sans os. Il emplissait la Terre avec de bonnes choses pour fournir ce dont les premiers êtres humains avaient besoin.
Le peuple, cependant, oublia la bonté de Con envers lui, et se rebella. Il le punit alors en arrêtant la pluie. Le peuple misérable fut obligé de travailler dur, cherchant la moindre goutte d'eau pour survivre, au milieu des lits de rivières asséchées.
Puis un nouveau dieu, Pachacamac, vint et chassa Con, et changea ses serviteurs en singes. Pachacamac prit ensuite la Terre et fit les ancêtres des êtres humains d'aujourd'hui.
Le fondateur de la première dynastie du royaume de Cuzco fut Manco Capac. Selon une légende, il fut sorti des profondeurs du lac Titicaca par le dieu soleil Inti. Dans une autre légende, il était le fils de Tici Viracocha. Cependant, les gens n'étaient pas autorisés à prononcer le nom de Viracocha, ce qui est potentiellement une explication pour la nécessité de la création de ces deux légendes.
Selon le mythe, Manco Capac était le frère de Pachacamac, les deux étant les enfants du dieu soleil Inti, qui était aussi connu sous le nom d'Apu Punchau. Manco Capac lui-même était représenté comme un feu ou un soleil. D'après la légende, Manco Capac et sa fratrie furent envoyés sur terre par le dieu-soleil et sortirent de la grotte de Pacaritambo en transportant des objets dorés, appelés ‘tapac-yauri’. Il leur a été demandé de construire un temple du Soleil à l'endroit où ce dernier entre au sein de la Terre; ils se rendirent à Cusco par des grottes souterraines, et construisirent un temple en l'honneur du dieu soleil Inti, leur père. Pendant le voyage à Cusco, l'un des frères de Manco, et une de ses sœurs, furent changés en pierre (huaca). Dans une autre version de la légende, au lieu d'émerger de la grotte de Cusco, la fratrie émerge des eaux du lac Titicaca.
Dans la légende de Tici Virachocha, Manco Capac était le fils de Tici Viracocha de Pacari-Tampu (aujourd'hui Pacaritambo, 25 km au sud de Cuzco). Lui et ses frères (Ayar Anca, Ayar Cachi et Ayar Uchu) et sœurs (Mama Ocllo, Mama Huaco, Mama Raua et Mama Cura) habitaient près de Cuzco à Paccari-Tampu, et unifièrent leur peuple et dix ayllu qu'ils avaient rencontrés dans leurs quêtes pour conquérir les tribus de la vallée de Cuzco. Cette légende incorpore aussi l'objet doré, qui a été donné à Manco Capac par son frère. Les versions sont différentes, mais d'après certaines d'entre elles, le jeune Manco trahit ses frères ainés par jalousie, les tua, et devient le seul maître de Cuzco.

### Inuit

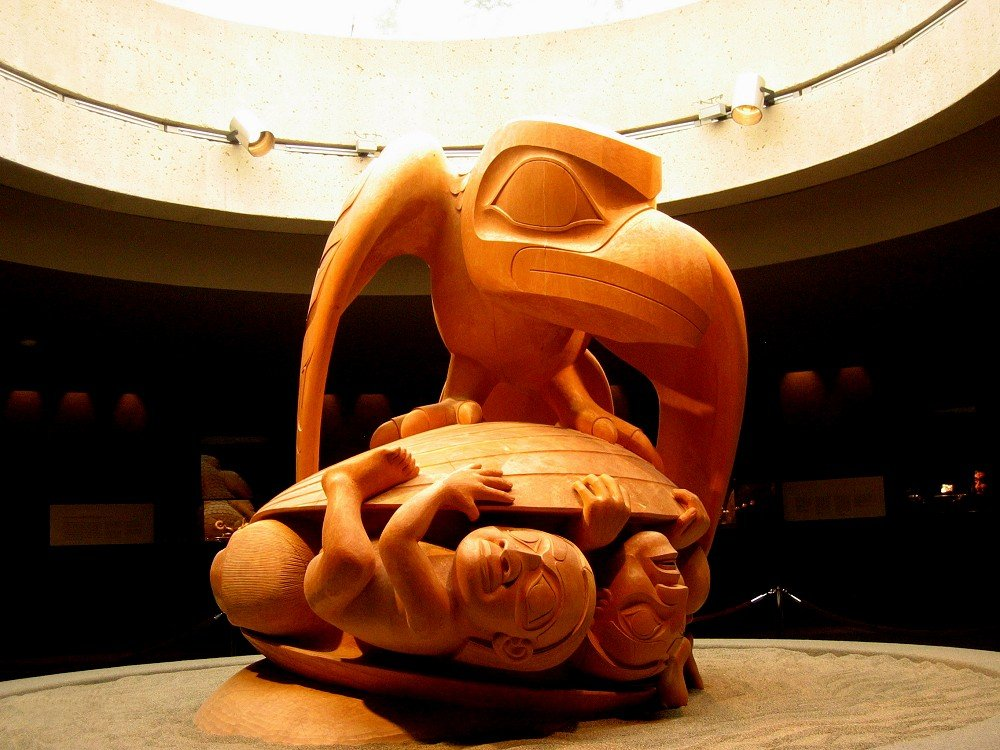
Le grand corbeau et les premiers hommes.

Le récit traditionnel des Inuits dit que le grand corbeau a créé le monde. Quand les eaux primordiales ont poussé la terre depuis les profondeurs, le grand corbeau l'a saisie avec son bec et l'a mise en place. Cette première terre était juste assez grande pour une famille, un homme, une femme et leur fils, Raven, celui qui avait mis la terre en place. Un jour, Raven demanda à son père de lui prêter son couteau. Le père finit par céder mais en jouant, Raven le brisa et la lumière apparut de la lame. Le père, qui ne voulait pas voir la lumière briller en permanence, lui reprit la lame pour qu'il ne l'abîme plus. De cette lutte entre les deux est née l'alternance des jours et des nuits.

### Iroquois
La conception iroquoise du démiurge est qu'au commencement il n'y avait pas de terre sur laquelle vivre, seulement un abysse rempli d'eau. Mais au-dessus, dans le Grand Bleu, existait une communauté appelée le Monde du Ciel dans laquelle vivait une femme qui faisait des rêves.
Une nuit elle rêva de l'arbre qui était la source de la lumière. Le rêve l'effraya et elle alla donc demander aux hommes du Monde du Ciel de tirer l'arbre vers le haut. Ils creusèrent autour des racines de l'arbre afin de créer de l'espace pour plus de lumière et l'arbre tomba dans le trou et disparut. L'obscurité s'ensuivit. De détresse, ils poussèrent la femme dans le trou. La femme se serait noyée dans les abysses si un balbuzard pêcheur n'était pas venu à elle pour l'aider en utilisant ses plumes pour la réceptionner.
Le balbuzard ne pouvait pas la soutenir seul et demanda de l'aide pour créer de la terre ferme afin que la femme puisse se reposer. Un grèbe descendit au fond de la mer et ramena de la boue dans son bec. Il trouva une tortue, mis la boue sur son dos et replongea pour en ramener davantage. Des canards ramenèrent également des becquées du plancher océanique pour les mettre sur la carapace de la tortue. Les castors aidèrent à construire le terrain, rendant la carapace plus grande. Les oiseaux et les animaux construisirent les continents jusqu'à ce qu'ils aient créé la terre entière, tandis que la femme était assise en sécurité sur le dos de la tortue. Aujourd'hui encore c'est la tortue qui continue à porter la terre sur son dos.
À la suite de cela un des esprits du Monde du Ciel descendit et regarda la terre. Alors qu'il voyageait à sa surface il la trouva très belle et créa alors des gens pour la peupler et leur donna des dons spéciaux ; chaque tribu de la nation iroquoise reçut un cadeau particulier à partager avec le reste de l'humanité.

### Jaïnisme
Selon les croyances Jaïn, l'univers ne fut jamais créé et ne cessera jamais d'exister. Il est éternel et non changeant, parce qu'il passe par une série de cycles infinis. Chacun de ces cyles ascendant ou descendant est divisé en six âges du monde (les yugas). L'époque actuelle est la cinquième d'un cycle descendant. Ces époques sont appelées "Aaro". Le premier âge s'intitule "Pehela Aara", le second "Doosra Aara", le dernier "Chhatha Aara" ou sixième âge. Ces périodes ont des durées prédéfinies de plusieurs milliers d'années. Il est dit que lorsque le cycle descendant atteint son niveau le plus bas, même le Jaïnisme est perdu. Cependant, dans le cours du cycle ascendant suivant cette religion est retrouvée à nouveau et réintroduite par les "Tirthankaras", mais sera à nouveau perdu à la fin du cycle suivant etc.

### Lakota
Les Lakotas, dans leur version de la création du monde, plaçaient les dieux dans les cieux et les humains dans les mondes inférieurs, sans culture. La Création fut unitiée par Inktomi qui provoqua un conflit dans les cieux entre le dieu soleil Takushkanshkan et sa femme la lune. Leur séparation marqua la création du temps. Certains des coconspirateurs d'Inktomi furent exilés sur Terre où les dieux quatre vents furent dispersés et créèrent l'espace.
Afin de peupler la Terre, Inktomi voyagea dans les mondes inférieurs sous la forme d'un loup et rencontre les humains, leur disant qu'il existait un monde paradisiaque au-dessus. Inktomi finit par convaincre un homme appelé Tokahe ("le premier") d'aller visiter la surface. Tokahe émergea d'une grotte (la Wind Cave dans les Black Hills) et trouva le monde magnifique. Il persuada les autres familles de l'accompagner à la surface à nouveau. Mais ils découvrirent qu'il y avait beaucoup de difficultés par la suite. Tokaha avait fait en sorte que les hommes ne puissent pas retourner dans les mondes inférieurs, ils durent alors se répandre sur la Terre et y subsister.

### Maasaï
Les Maasaï du Kenya dans leurs récits de la Création croient que l'origine de l'humanité s'est faite à partir d'un seul arbre. Au premier père des Masai, le créateur donna un bâton. Au premier père des Kiyuku, il donna un soc. Au premier père des Kamba, il donna un arc et une flèche. Chacun dut survivre dans le monde sauvage. Le premier pères Masai utilisa son bâton pour rassembler des troupeaux. Le père des Kiyuk utilisa son soc pour cultiver la terre. Le premier père des Kamab utilisa son arc et sa flèche pour chasser.

### Mandéisme
Dans le Mandéisme la création est le produit d'une entité sans forme dont les expressions dans le temps et l'espace sont les formes éthériques, spirituelles et matérielles. Le cosmos fut créé par l'homme archétypal, délégué de l'entité. Le dualisme est inhérent à la Création et prend la forme première du Père cosmique et de la Mère, de la lumière et de l'obscurité, de la droite et de la gauche, de l'immensité et du minuscule. Les adeptes du Mandéisme croyaient en une division subtile entre la lumière et l'obscurité. Le roi de l'obscurité était appelé Ptahil et le créateur de la lumière était connu comme "La première vie suprême des mondes de lumière, le sublime qui se tient au-dessus de toute œuvre". Quand ce dernier apparut, d'autres êtres devinrent corrompus et ils durent, avec l'aide de Ptahil créer notre monde actuel.

### Mandingue
Le peuple Mandingue dans le sud du Mali décrit une création qui commence avec Mangala, un être singulier, puissant, perçu comme une présence énergétique ronde. Au sein de Mangala existait quatre divisions symboliques (parmi d'autres choses) des quatre jours de la semaine (temps), des quatre éléments (matière), et des quatre directions (espace). Mangala contenait également deux jumeaux de chaque sexe. Mangala en vint à être lassé de garder tout cela en lui, alors il le sortit et rassembla le tout en une graine unique. Cette graine était sa création. Mais cette première graine tomba en morceaux. Mangala ne perdit pas espoir. Il recommença et cette fois avec deux graines qu'il planta dans une matrice en forme d'œuf (l'œuf cosmique) où ils allaient grandir. Il reproduisit cette expérience jusqu'à obtenir 8 graines de jumeaux. Les graines évoluèrent jusqu'à donner un poisson. Ce dernier est le symbole de la fertilité dans le monde des Mandingue. Cette création fondée sur la dualité des sexes est fondamentale à la culture Mandingue.
Mangala tenta de maintenir cette création parfaite, mais le chaos s'y glissa. Un des jumeaux mâles devint ambitieux et tenta d'échapper à l'œuf. Il s'appelait Pemba. Il représente le Trickster dont la première facétie fut de voler un peu du placenta et de le jeter, ce qui créa la Terre. Pemba tenta alors de fertiliser lui-même le reste de la matrice, commettant ainsi un inceste. Mangala décida alors de sacrifier Farro, le frère de Pemba afin de sauver ce qu'il restait de sa création. Il le castra, puis le tua afin de le ressusciter des morts ensuite. Mangala prit une partie du placenta avec lequel il fit le Soleil. Pemba fut associé à l'obscurité et à la nuit. Farro fut transformé en être humain et on lui enseigna le langage. Sa connaissance des mots était un outil très puissant pour lutter contre Pemba. Farro et de nouveaux jumeaux des deux sexes s'installèrent sur terre et se marièrent. Un être appelé Sourakata descendit du ciel avec le premier tambour sacré, un marteau et le crâne du sacrifice de Farro. Sourakata commença à jouer du tambour et chanta, provoquant ainsi les premières pluies. Sourakata est un être magique qui contrôle la nature, ce qu'il enseigna à Farro et sa descendance.

### Mansi
Dans le récit originel traditionnel des Mansi en Sibérie, deux plongeons plongèrent au fond des eaux primordiales, et en ramenèrent un bout à la surface, qui s'étendit pour former la terre.
L'humanité vint plus tard, lorsqu'à la requête de sa fille, l'esprit du ciel ordonna à son frère, l'esprit d'ici-bas de créer l'humanité. L'esprit d'ici-bas fabrique sept figures d'argile, qui furent stimulées par la sœur de ces dieux, Mat Zemlya (équivalent slave de Mère Nature).

### Maya
L'histoire de la création du monde par les Mayas, souvent rapprochée de la Genèse de la Bible, est relatée dans le Popol Vuh. Au commencement, il n'y avait que le ciel et la mer, personnifiés par la trinité des dieux appelés "cœur du ciel". Ces dieux décidèrent qu'il leur fallait quelqu'un pour les adorer. Ils commencèrent alors à dire "Terre", laquelle apparut hors de la mer, suivie des montagnes et des arbres. À ce stade, Cœur du ciel décida que leur travail se déroulait bien. Ils poursuivirent avec les créatures de la forêt qui furent instruites de se multiplier et de se répandre, puis de parler et de prier les dieux. Mais les animaux ne faisaient que pousser des cris. Ils deviendraient alors les serviteurs de quiconque serait capable de prier Cœur du ciel. Ils essayèrent de créer quelque chose à partir de la terre, mais le résultat ne fut pas bon. Après d'autres péripéties, Cœur du ciel parvint à créer la race humaine à partir d'une pâte à la farine de maïs.

### Māori
Selon le récit originel Māori, cieux et terre étaient jadis joints : Ranginui, le Père-Ciel, et Papatuanuku, la Terre-Mère étaient fortement enlacés. Ils eurent beaucoup d'enfants, qui vivaient dans l'obscurité entre eux. Les enfants voulant vivre dans la lumière, et par l'intermédiaire de Tāne, ils séparèrent leurs parents contre leur gré. Ils n'ont d'ailleurs pas arrêté de se languir l'un de l'autre à ce jour. Les larmes de Ranginui tombent, sous forme de pluie, sur Papatuanuku pour lui montrer combien il l'aime. Le brouillard qui se lève dans les forêts, c'est Papatuanuku qui soupire, et la chaleur de son corps, tout en aspirant à Ranginui, continue à nourrir l'humanité.

### Navajo
Le suprême vent sacré s'éleva dans l'obscurité pour animer et donner un sens au peuple sacré dans les trois mondes inférieurs. Tous avaient été créés spirituellement dans le temps qui précède la création de la Terre et l'aspect physique de l'homme n'existait pas encore, mais sa dimension spirituelle était créée. 
Dans le premier monde, le peuple des insectes se battait continuellement et il lui fut demandé, par le peuple sacré, de partir. Dans le troisième monde, la même chose leur arriva à nouveau et ils furent obligés d'aller jusqu'au quatrième monde. Dans ce dernier, ils rencontrèrent les Hopis qui étaient parvenus à ne pas se battre avec leurs voisins et leurs corps furent alors transformés en corps humains.
Le premier homme et la première femme apparaissent à ce stade et le récit dit que ces êtres furent conçus à partir de maïs. Il y eut une séparation des hommes et des femmes parce qu'ils n'appréciaient pas leurs contributions respectives. Ce qui permit l'arrivée des Monstres qui alaient commencer à tuer les gens dans le monde suivant. Coyote, le trickster, vole l'enfant du monstre de l'eau, lequel déclencha une inondation dans le troisième monde qui força les humains et le peuple sacré à voyager jusqu'à la surface du cinquième monde. La Mort et les Monstres naissent dans ce nouveau monde, ainsi que la Femme changeante qui donna naissance au héros jumeaux appelés aussi "tueurs de monstres" et "enfants des eaux". Ils vécurent beaucoup d'aventures durant lesquelles ils se débarrassèrent du mal dans le monde. Les humains de la surface de la Terre furent créés dans le quatrième monde et les dieux firent des cérémonies qui sont toujours pratiquées aujourd'hui.

### Nordique
Le Voluspa scandinave s'ouvre avec le récit de la création de l'univers :
1. Selon ta volonté, Valföðr, je raconterai Les chants des hommes, les plus anciens dont je me souviens.
2. Je me rappelle les géants de ces temps primordiaux, Eux qui m'ont donné naissance autrefois : Neuf mondes je peux compter, neuf énormes étendues, Et le glorieux arbre du monde, encore profondément sous terre.
3. C'était des temps anciens, Ymir était établi là, Ni sable ni mer, ni vagues froides.
Pas de terre, ni ciel au-dessus, mais un large gouffre, et nulle herbe.
4.D'abord les fils de Burr ont haussé les terres créé Midgard, magnifiquement formée ;
le Soleil a brillé du Sud sur la salle en pierre, alors étaient du sol poussés (avec) de verts poireaux.
5. Le soleil vint du sud, sœur de la Lune, Son bras droit reposant au bord du ciel ;
Elle ne savait où se trouvait sa demeure, La Lune ne connaissait pas son pouvoir, Les étoiles ne connaissaient pas leur place.
6. Les dieux ont assemblé un conseil Dans leur salle de jugement, divinités suprêmes ;
À Nuit et à Lune croissante ont donné leurs noms, Ils ont nommé Matin et Midi, Aube et Crépuscule, pour l'établissement du temps.
Au début, il n'y avait rien d'autre que la glace Niflheim au Nord et le feu de Muspellheim au Sud. Entre les deux, il y avait un gouffre béant Ginnungagap à l'intérieur duquel quelques morceaux de glace rencontraient des langues de feu. La glace fondit pour former Eitr qui donna les corps du géant hermaphrodite Ymir et de la vache Auðumbla dont le lait nourrissait le géant. En léchant la glace, la vache découvrit un homme Búri. Ymir engendra Thrudgelmir ainsi que deux humains, un homme et une femme. Búri engendra Borr. Borr eut trois fils Vili, Ve et Odin, lequel tua Ymir. Dans le fleuve de sang de Ymir, l'homme et la femme primordiales moururent ainsi que Thrudgelmir juste après avoir eu son fils Bergelmir. Odin et ses frères utilisèrent le corps d'Ymir pour créer l'univers. De sa chair, ils firent la terre et les vers qui apparurent dans sa chair devinrent les nains qui vivent sous la terre. Ses os devinrent des montagnes et Odin répandit son cerveau dans les cieux pour faire les nuages. L'univers était constitué de 9 mondes au centre desquels était Mannheim.
Les quatre nains Nordri (Nord), Sudri (Sud), Austri (Est), and Vestri (Ouest) en soutenant le crâne d'Ymir créèrent le monde Céleste. Puis, utilisant le feu, les dieux créèrent le Soleil, la Lune et les étoiles. Odin et deux autres (Hœnir et Lóðurr) trouvèrent sur une plage deux morceaux de bois avec lesquels ils créèrent les premiers humains Ask et Embla. Les sourcils d'Ymir furent utilisés pour créer un lieu où la race humaine pourrait vivre, ce lieu était appelé Midgard.
Les dieux présidaient à la succession des jours et des nuits ainsi que des saisons. Sol était la déesse du soleil, fille de Mundilfari. Chaque jour, elle voyage à travers le ciel dans son char tiré par deux chevaux appelés Alsvid et Arvak. ce trajet quotidien est appelé Alfrodull, la "gloire des elfes", qui devient un autre nom du soleil. Sol est chassé le soir par Skoll un loup qui cherche à la dévorer (ce qu'il parviendra à faire à la fin des temps). La lune, Mani, est chassée par Hati, un autre loup. La Terre fut protégée de la chaleur du Soleil par le nain Svalin qui se tient entre la Terre et le Soleil.

### Ojibwe
Lorsque la Terre était jeune, elle avait une famille, la Lune, ou Grand-mère et le Soleil, appelé Grand-père. La Terre était une femme - Mère Terre - car c'est d'elle que furent issus tous les êtres vivants. Il lui fut donnée quatre directions - Est, Sud, Ouest, Nord - chacune avec des pouvoirs physiques et spirituels.
Lorsque Mère Terre était jeune, le Créateur ou Guitchi-Manitou comme les Ojibwe l'appellent, l'emplit de beauté. Il lui envoya des chanteurs sous la forme d'oiseaux et des nageurs dans les eaux. Il plaça les plantes, les arbres, les insectes, les reptiles et les quadrupèdes sur la terre.
Guitchi-Manitou souffla ensuite en quatre parts de Mère Terre, utilisant la conque blanche sacrée. De l'union de ces quatre parties et de son souffle, les bipèdes (c'est-à-dire l'homme) naquirent. L'homme fut donc la dernière forme de vie à être placée sur Terre. De cet homme originel naquit le Peuple Originel - les Anishinaabe.

### Orok

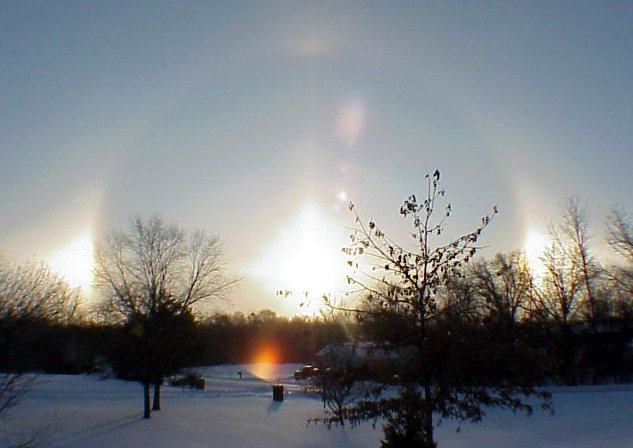
Les Oroks interprètent les parhélies comme des restes de l'existence des trois soleils originels.

Le récit originel des Oroks de Sibérie commence avec trois soleils brillant dans le ciel. La terre est couverte d'eau uniquement mais le liquide commence à s'évaporer et la terre à se former sous la chaleur. Il n'y avait alors sur la planète aucune créature excepté la famille d'un homme appelé Hadau. Quand la terre fut durcie, Hadau tira une flèche sur deux des soleils, tuant le plus vieux et le plus jeune, laissant celui du milieu. Les Parhélies (faux-soleils) sont, selon eux, les ombres visibles de ces anciens soleils. Hadau créa ensuite une famille d'aigles et de corbeaux. Les Oroks considèrent donc l'aigle comme leur grand-mère.

### Seminole
Le peuple séminole raconte que lorsque le Créateur, Grand-père de toutes choses, créa la Terre, il fit tous les animaux et oiseaux, et les plaça dans une grande coquille. Lorsque la terre fut prête, il plaça la coque le long de la colonne vertébrale de la terre (les montagnes). "Lorsque le moment sera venu," dit-Il aux animaux, "la coque s'ouvrira et vous sortirez tous. Quelqu'un ou quelque chose fera craquer la coquille, et vous devez tous prendre vos places respectives à la face de la terre." Le Créateur ferma ensuite la coquille et partit, espérant que la Panthère (son animal favori) serait le premier à émerger.
Le temps passa, et rien ne se produisait. À côté de la coque se trouvait un grand arbre. Avec le temps, il se développa tant que ses racines commencèrent à encercler la coque. Finalement, une racine perça la coque. Le Vent agrandit la fissure et s'insinua pour aider la Panthère à prendre sa place sur terre. Le suivant à s'extraire de la coque fut l'Oiseau, qui avait piqué et piqué autour du trou jusqu'à sortir de la coque au moment venu. Il prit son envol immédiatement.  Après cela, d'autres animaux sortirent en différentes séquences: Ours, Cerf, Serpent, Grenouille, Loutre. Il y en eut des milliers d'autres, tant que nul en dehors du Créateur ne pouvait même commencer à les dénombrer. Tous sortirent pour chercher leurs places assignées sur la terre.

### Shintoïsme
Enfants de divinités primordiales, le dieu Izanagi et la déesse Izanami reçoivent une lance décorée de pierres précieuses appelée Amenonuhoko (lance céleste). Ils se placent sur le pont entre le ciel et la Terre, Ame-no-ukihashi (« pont flottant du ciel ») et brassent l'océan pour faire apparaître une petite île de sel, Onogoro, sur laquelle ils s'établissent. Ils s'accouplent formant d'abord deux enfants mal formés, puis les huit grandes îles du Japon, les divinités et les grands ancêtres du peuple.

### Sikh
Le sikhisme est une religion influencée par l'islam et l'hindouisme, bien que ne se limitant à un mélange des deux. Son récit originel comporte des éléments purement monothéistes, mais on retrouve les traces d'une sorte de panthéon.

### Sioux
Selon les Sioux, au commencement était la nuit éternelle, Han, qui recouvrait l'ensemble de l'univers. Ce dernier était occupé par Wakan Tanka, le Grand Esprit. Après une vision, il décida de se matérialiser et devint la Terre. Cependant, en raison de la douleur que la transformation lui fit supporter, il versa quelques larmes qui donnèrent les lacs, les rivières…

### Taoïsme
Tao est le vide innominé, la mère des Dix Mille Choses. Lao-Tseu le considère comme celui qui donne éternellement sans être épuisé et reçoit éternellement sans être rempli.
Ce qui n'existe pas pour soi peut perdurer.

### Vaudou

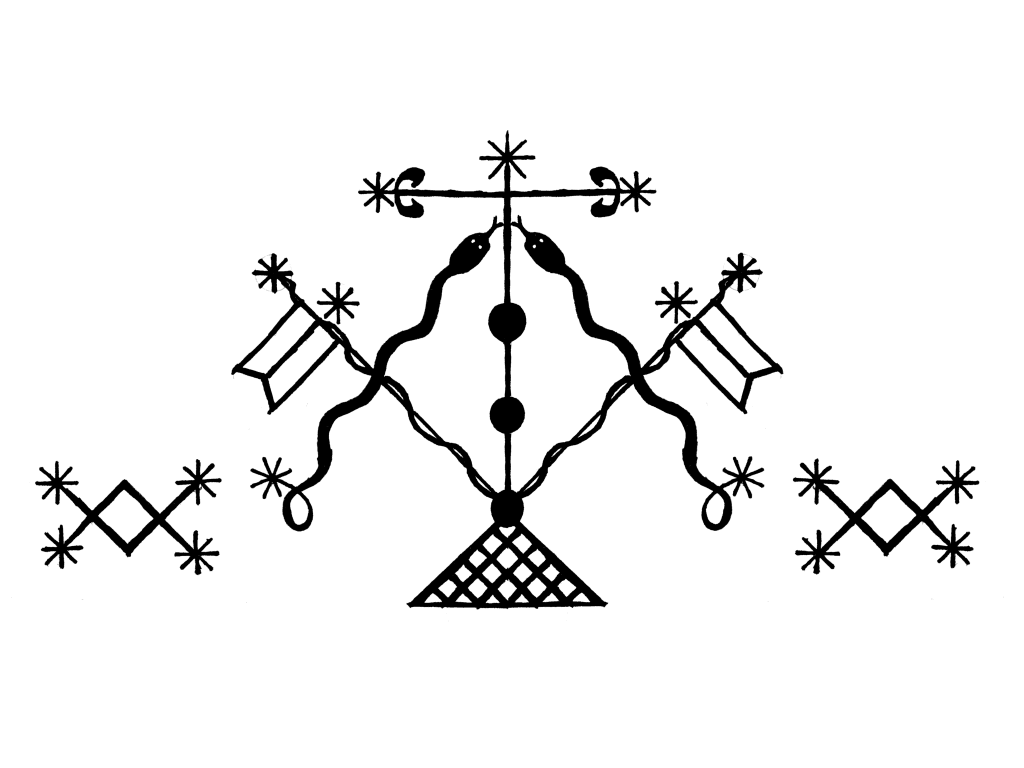
Vévé de Damballah.

Damballah est le serpent arc-en-ciel, le plus important esprit vaudou (loa), et l'archétype du père aimant qui créa les eaux et la terre. Le mouvement de ses 7000 ondulations a formé les collines et les vallées et a créé les étoiles, les planètes et les cieux. Quand il rejeta sa peau dans le soleil en libérant les eaux sur la terre, le soleil se réverbèra dans les eaux et créa l'arc-en-ciel. Le serpent adora l'arc-en-ciel et en fit sa femme (Aida-Wedo).
La révélation de ce loa serait survenue en premier aux fidèles d'Ifé, une cité légendaire du Nigéria. Par conséquent, tout proviendrait d'Ifé. La patrie de tous les dévots du Vaudou est Ginen. À la mort, l'âme supérieure retourne à Ginen (le monde des morts). À cause de cela, les pratiquants du Vaudou parlent d'eux comme des "ti guinin", les fils et filles de Ginen.

### Wicca
Certains adeptes de la religion Wiccane croient que le démiurge commença par un néant, dont l'Esprit forma et créa la déesse du Wicca. Celle-ci donna naissance à toute la nature et détermina son rythme comme une danse. Sa respiration forma les couleurs et la beauté de la nature, ses larmes l'eau, et son rire les sons de l'eau.
L'Esprit créa pour la Déesse un compagnon, le Dieu cornu (ou le "Seigneur"), mi-esprit, mi-animal, qui est représenté portant des bois de cerf. Ensemble, le Seigneur et la Dame créèrent les anges et les esprits de pouvoir sous forme d'énergies invisibles.
Le Seigneur et la Dame puisèrent alors l'énergie du monde des anges, le monde des pouvoirs animaux, et le monde des humains pour créer les Sorcières qui pouvaient exploiter la sagesse du Seigneur et de la Dame, avaient le pouvoir de guérir et connaissaient l'art de la magie.

### Yoga surat shabda
La cosmologie du Yoga surat shabda décrit le processus de création du monde, au niveau du macrocosme, comme la disposition hiérarchique à laquelle il est fait référence par les termes "régions" ou "plans". Huit niveaux spirituels sont décrits au-dessus du plan physique, bien que des subdivisions au sein de chaque niveau puissent exister et en fonction des maîtres qui l'enseignent. Tous les plans en dessous du plan physique, donc inférieurs, sont sujets à des cycles de création et de dissolution (Pralaya) ou de grande dissolution (Maha Pralaya).
La structure de l'individu, au niveau du microcosme, est perçue comme la réplique exacte du macrocosme. En conséquence, le microcosme humain est constitué d'un nombre de corps subtils en correspondance exacte avec son équivalent dans le macrocosme. Ces divers corps, évoluent au fil des cycles (Yugas), des réincarnations en fonction de la loi du Karma.

### Yoruba
Le créateur Yoruba est appelé Olurun ou Olodumare. Il est souvent secondé par un dieu mineur, Obatala.
Au commencement, il n'y avait que l'eau et le chaos. L'être suprême dépêcha Obatala ou Orishanla depuis le ciel afin de créer de la terre à partir du chaos. Il descendit une longue chaîne (le cordon ombilical ?), emmenant avec lui un coq, du fer et un cœur de palmier. Il plaça d'abord le métal sur la terre, et le coq au-dessus. L'animal gratta le métal qui, en se répandant, créa le sol. Le dieu mineur planta alors le cœur de palmier, à partir de laquelle poussa la végétation terrestre. 
Olurun nomma la terre Ife et la première ville Île-Ife. Orshilana créa les humains à partir de la terre, et demanda à Olurun de leur insuffler la vie.

### Zen
Tout et Rien sont totalement interconnectés, inséparables, ne font qu'un. Le Zen nie que la personne puisse être la cause première. S'il parle d'origine, c'est pour dire que l'Absolu est la vraie cause première.

### Zoroastrisme
Selon la cosmogonie zoroastrienne, Ahura Mazda crée 16 terres, une à une, de sorte que chacune soit plaisante à ses habitants. Cependant, lorsqu'il les finit, Angra Mainyu réalise une contre-création, introduisant les plaies et péchés de toute sorte. L'idée dualiste de deux esprits primordiaux, appelés jumeaux de Zoroastre, remonte à un prototype Indo-Européen.

### Zoulou
L'Ancien, connu sous le nom d'Unkulunkulu, est le créateur Zoulou. Il vient des roseaux, à partir desquels il créa l'humanité et le bétail. Il a créé tout ce qui est : montagnes, fleuves, serpents, etc. Il a enseigné aux Zoulous comment chasser, faire du feu, et produire de la nourriture.